# Gidutikadu
Gidutikadu (Kidütökadö, Gidu Ticutta, 'jedači svisca žutog trbuha' Marmota flaviventris; Gidi'tikadii, 'jedači mrmota'), jedna od skupina Sjevernih Pajuta, danas su federalno priznati pod imenom Fort Bidwell Indian Community.
Gidutikadu su živjeli u domorodačko doba u Kaliforniji (dolina Surprise Valley) i Oregonu (dolina Warner), i možda duž Long Valleya u Kaliforniji, Nevadi i Oregonu.